# Sungguminasa
Koordinaten: 5° 12′ S, 119° 27′ O
Sungguminasa ist eine Stadt (kota) in Indonesien auf der Insel Sulawesi, Provinz Sulawesi Selatan („Südsulawesi“), ungefähr 10 km südlich der Provinzhauptstadt Makassar.

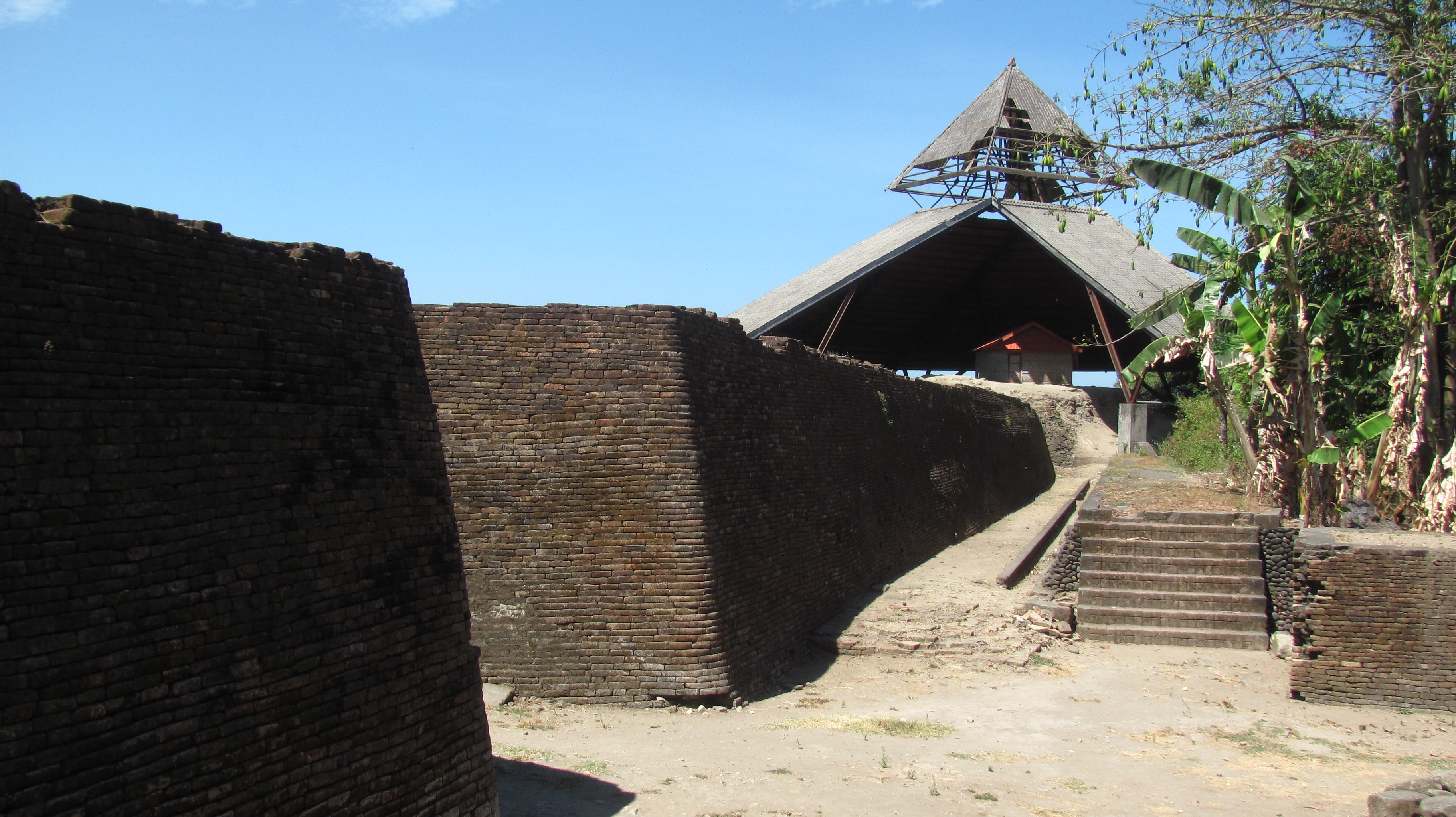
Festung Samba Opu

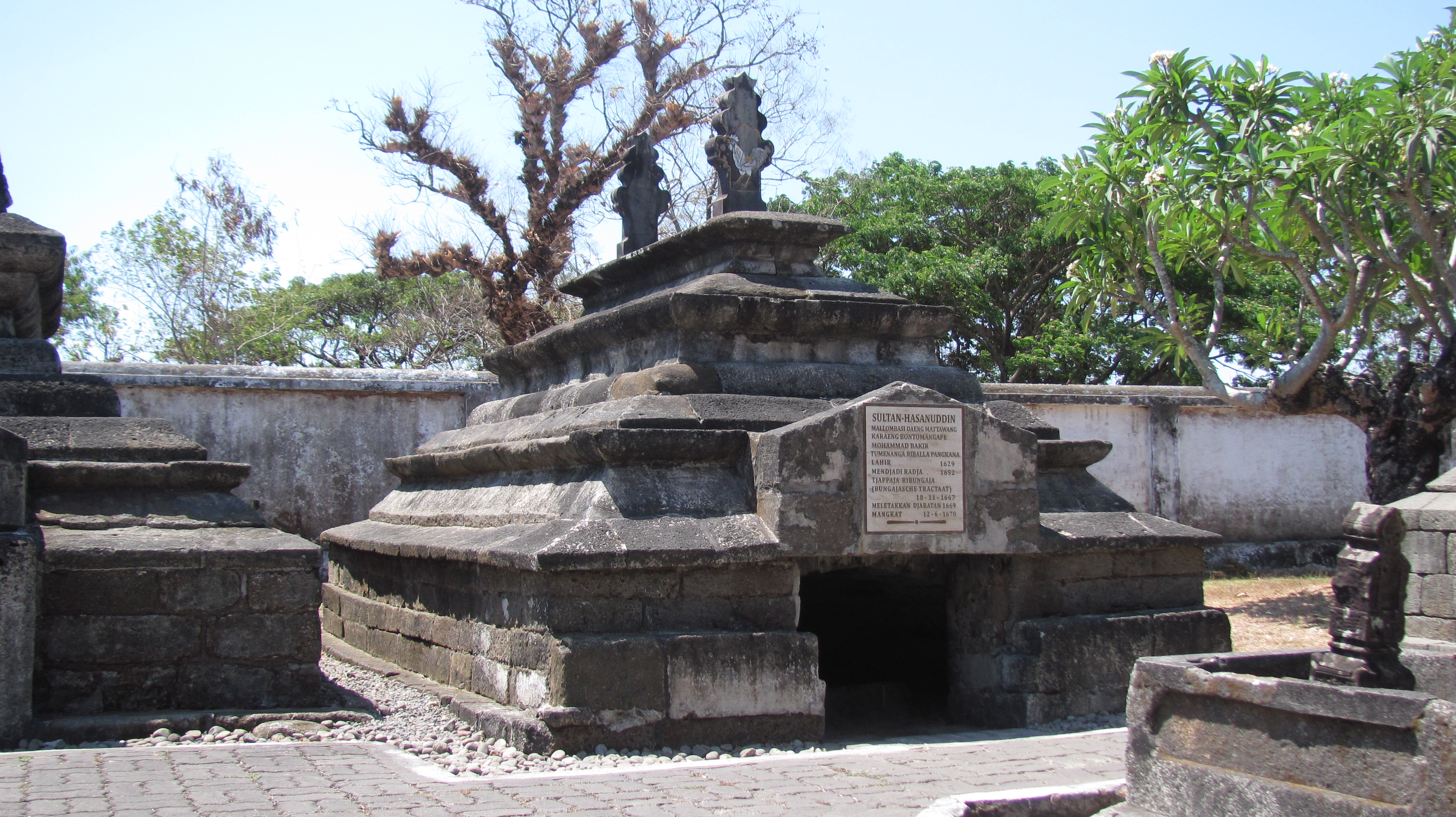
Grab des Sultans Hasanuddin

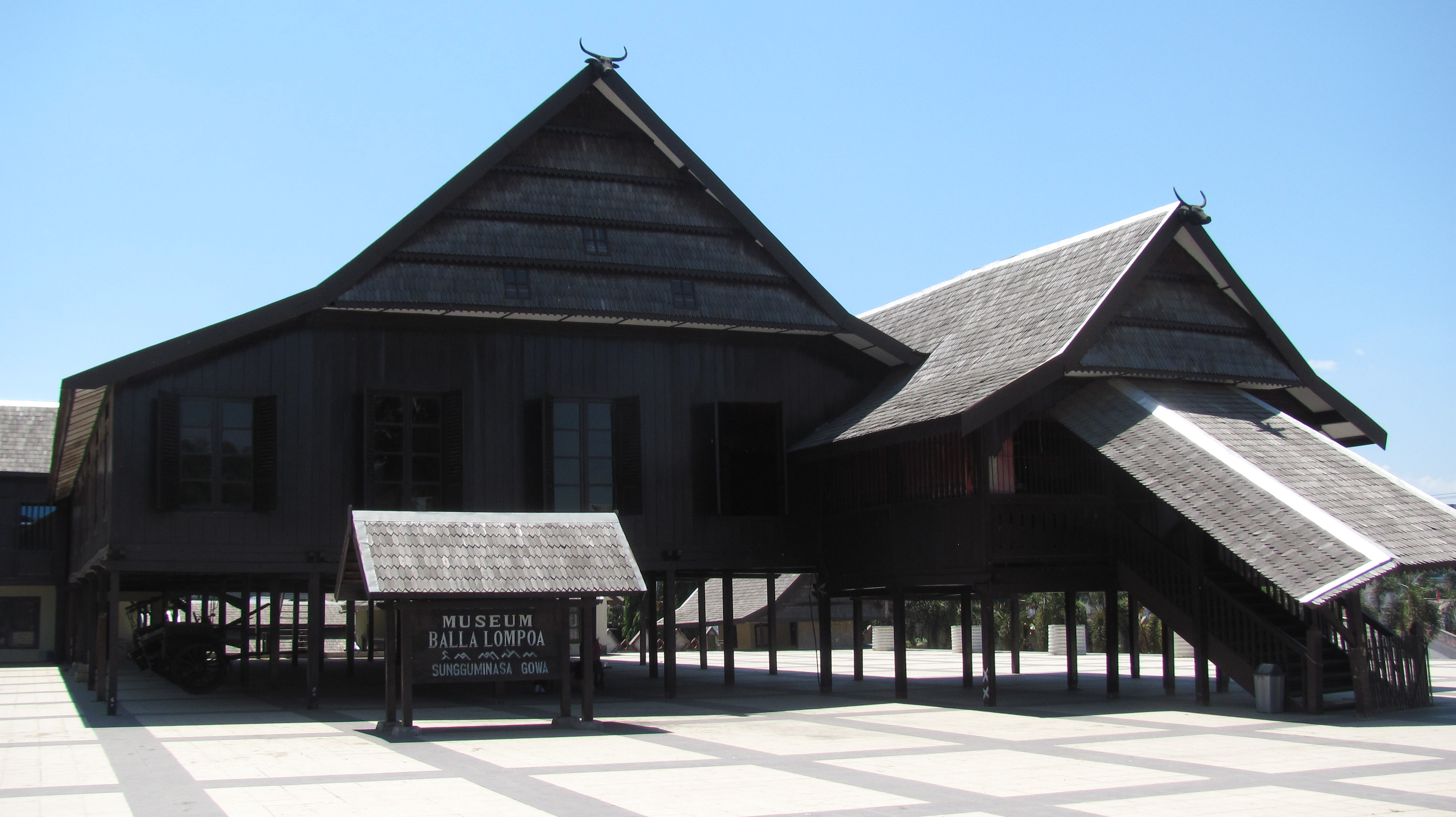
Balla Lompoa Museum

Sungguminasa, dessen Einwohner größtenteils Bugis sind, war früher die Hauptstadt des Königreiches Gowa, das um 1600 den größten Teil von Süd- und Westsulawesi einnahm, daher wird die Stadt häufig auch kurz „Gowa“ genannt. Der letzte Palast der Könige von Gowa befindet sich in Sungguminasa. In dem 1936 ganz aus Holz errichteten Pfahlbau ist das Balla Lompoa Museum untergebracht, zu dessen bedeutendsten Exponaten die 16 kg wiegende Krone der Könige gehört. Das Gebäude wurde 1978–80 renoviert.
Sungguminasa ist ebenfalls bekannt wegen der Festung  Benteng Samba Opu, die 1550 unter anderem zum Schutz der in der Stadt ansässigen Kaufleute erbaut wurde und in der zeitweise Händler aus China, England, Portugal und Dänemark lebten. Die Festung musste 1667 zusammen mit 11 anderen Befestigungsanlagen auf Sulawesi den Niederländern überlassen werden und verfiel danach. Ein Teil der aus Ziegelsteinen erbauten Mauern wurde bereits restauriert bzw. wird – wie auch eine Bastion und ein Rundturm – zurzeit (2015) durch Restaurierungsarbeiten wiederhergestellt. Ein weiterer Abschnitt der Festungsmauern ist unter dem Pflanzenbewuchs unschwer erkennbar. Die Mauer ist im westlichen, dem Meer zugewandten Teil der Festung mit einer Stärke von 7 m am dicksten, was darauf hinweisen könnte, dass die Festung vor allem von Angriffen von See aus schützen sollte. Innerhalb des Festungsgeländes befindet sich ein Museum, vor dem eine Kanone an die Kolonialzeit erinnert, und in dem unter anderem Waffen und Porzellan ausgestellt sind. Außerdem wurde innerhalb der Festung ein Freilichtmuseum angelegt, in dem die typische Bauweise der verschiedenen Völker Südsulawesis dargestellt wird.
Unweit nördlich von Sungguminasa befinden sich die Gräber der Könige von Gowa. Hier ist der als Nationalheld verehrte Sultan Hasanuddin (1629–1670) begraben, der gegen die holländische Kolonialmacht kämpfte. Am Friedhof ist unter einem Schutzdach der Stein Tomanurung zu sehen, an dem die Krönungszeremonien der Könige stattfanden.
In der Nähe von Sungguminasa befindet sich etwa 12 km südlich des Zentrums von Makassar die 1607 gegründete Katangkamoschee (Masjid Katangka), die zu den ältesten Moscheen ganz Sulawesis zählt und ihr jetziges Aussehen 1963 erhielt.
In der Umgebung befindet sich die Leang-Leang-Höhle, die vermutlich bereits vor über 5000 Jahren von Menschen bewohnt wurde.